# Josef Pichler (Theologe)
Josef Pichler (* 1967 in Freistadt) ist ein österreichischer römisch-katholischer Theologe.

## Leben
Pichler studierte von 1985 bis 1990 katholische Fachtheologie und Religionspädagogik an der PTH St. Pölten und der PTH Benediktbeuern (1987/1988). Von 1990 bis 1992 war er Pastoralassistent in Gars am Kamp und machte ein Unterrichtspraktikum an der Bundeshandelsakademie und Bundeshandelsschule St. Pölten. Im Juni 1992 wurde er Universitätsassistent am Institut für Neutestamentliche Bibelwissenschaft der Katholisch-Theologischen Fakultät Graz. 
Nach der Dissertation (ausgezeichnet mit dem Karl-Rahner-Preis für theologische Forschung) 1996 zum Thema Paulusrezeption und Paulusbild in Apg 13,16–52 und der Habilitation 2003 an der Karl-Franzens-Universität Graz für das Fach Neutestamentliche Bibelwissenschaft mit der Arbeit Johannespassion und Synoptiker lehrt Josef Pichler seit 2003 als außerordentlicher Universitätsprofessor für Neutestamentliche Bibelwissenschaft an der Katholisch-Theologischen Fakultät Graz. 
Seit 2006 lehrt er als Professor für Neutestamentliche Bibelwissenschaft an der PTH St. Pölten. Vom Wintersemester 2008/2009 bis zum Wintersemester 2009/2010 vertrat er den Lehrstuhl für Neutestamentliche Bibelwissenschaft in Augsburg. Von 2014 bis 2016 leitete er gemeinsam mit Wolfgang Weirer das FWF-Projekt Biblische Narratologie und subjektorientierte Bibeldidaktik.
Seine Forschungsschwerpunkte sind die Passionserzählungen, das lukanische Werk, die Paulusrezeption und das Johannesevangelium.

## Schriften (Auswahl)
- Paulusrezeption in der Apostelgeschichte. Untersuchungen zur Rede im pisidischen Antiochien (= Innsbrucker theologische Studien. Band 50). Tyrolia-Verlag, Innsbruck/Wien 1997, ISBN 3-7022-2096-8 (zugleich Dissertation, Graz 1995).
- als Herausgeber mit Peter Trummer: Heiliges Land – beiderseits des Jordan. Ein biblischer Reisebegleiter. Tyrolia-Verlag, Innsbruck/Wien 1998, ISBN 3-7022-2177-8.
- als Herausgeber mit Peter Trummer: Kann die Bergpredigt Berge versetzen?. Verlag Styria, Graz/Wien/Köln 2002, ISBN 3-222-12970-3.
- als Herausgeber mit Christoph Heil: Heilungen und Wunder. Theologische, historische und medizinische Zugänge. Wissenschaftliche Buchgesellschaft, Darmstadt 2007, ISBN 3-534-20074-8.
- Jesus, der Lebensspender. Vom spirituellen Reichtum des Johannesevangeliums (= Schriften der Philosophisch-Theologischen Hochschule St. Pölten. Band 8). Verlag Friedrich Pustet, Regensburg 2015, ISBN 3-7917-2676-5.
- als Herausgeber mit Christine Rajič: Ephesus als Ort frühchristlichen Lebens. Perspektiven auf einen Hotspot der Antike (= Schriften der Philosophisch-Theologischen Hochschule St. Pölten. Band 13). Verlag Friedrich Pustet, Regensburg 2017, ISBN 3-7917-2836-9.
- als Herausgeber mit Wolfgang Weirer und Renate Wieser: Den Sinn der Schriften eröffnen. Lk 24 als Herausforderung für Exegese und Fachdidaktik (= Religionspädagogik innovativ. Band 22). Kohlhammer, Stuttgart 2018, ISBN 3-17-030084-9.